# Miracolo eucaristico di Pressac

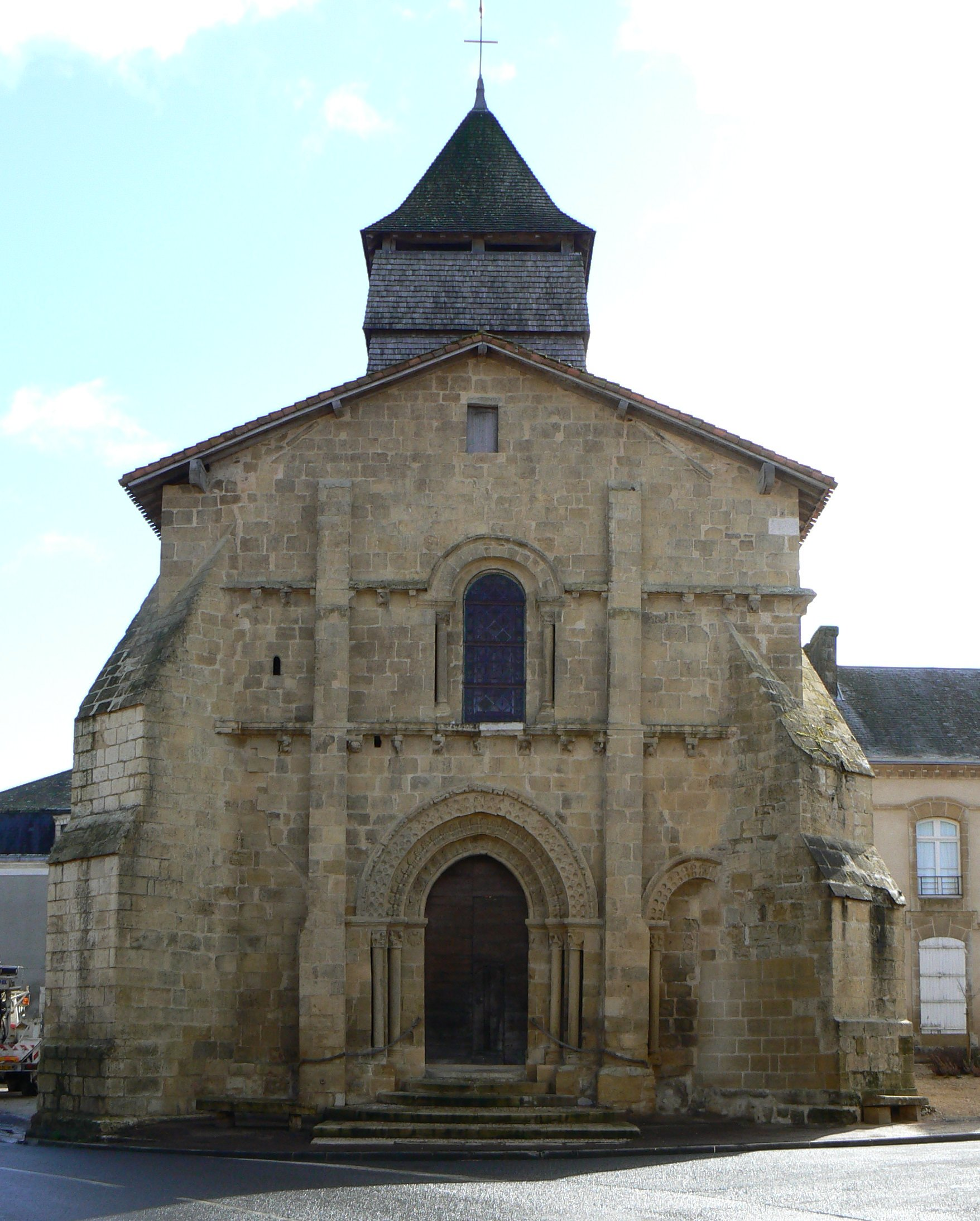
Chiesa di San Giusto a Pressac

Il miracolo eucaristico di Pressac sarebbe avvenuto nei pressi dell'omonima cittadina della Francia centro-occidentale il Giovedì santo del 1643: nella chiesa parrocchiale si sviluppò un incendio, che fuse quasi completamente il calice contenente un'ostia consacrata, ma la particola sarebbe rimasta intatta.

## Storia
L'incendio si sviluppò ne primo pomeriggio. Di mattina era stata celebrata la messa. La liturgia del tempo prevedeva che, dopo la messa, una sola particola venisse conservata nel calice. L'ostia consacrata venne consumata il giorno dopo.
Il vescovo di Poitiers, Henri Louis Chastagnier de la Roche-Posay, esaminate le testimonianze raccolte dall'abate d'Availles-Limouzine, Françoise du Theil, autorizzò il culto.